# Amicizia a rischio
Amicizia a rischio (Inside Out) è un film del 2011 diretto da Artie Mandelberg. Esso vede la partecipazione del wrestler professionista Triple H (accreditato come Paul "Triple H" Levesque), Michael Rapaport, Parker Posey, Julie White, Michael Cudlitz e Bruce Dern Il film è il debutto cinematografico per la regia di Artie Mandelberg, i cui crediti televisivi includono Saving Grace e CSI: Miami. Il film è stato distribuito il 9 settembre 2011.

## Trama
A.J., un ex detenuto rinchiuso in un carcere per 13 anni per omicidio colposo, torna a casa a New Orleans e combatte per proteggere (anche da sé stesso) il suo migliore amico Jack, che ora sta con la donna che amava, Claire.  Il padre di Jack è Vic Small, un boss del crimine solo all'apparenza "ritirato dagli affari".

## Accoglienza

### Critica
Il film ha ricevuto recensioni generalmente negative da parte della critica. Su Rotten Tomatoes, Amicizia a rischio ha un indice di gradimento del 25% sulla base di 12 recensioni, mentre su Metacritic ha ricevuto un punteggio di 28/100 basato su 8 opinioni.
Il corrispondente per il New York Times, Daniel M. Gold descrisse negativamente la trama, affermando che la recitazione di Triple H era inerte.